# Fernand Mosselman
Fernand Eugène Mosselman (Pâturages, 30 mei 1853 - Sint-Joost-ten-Node, 26 april 1933) was een Belgisch senator.

## Levensloop
Mosselman was de jongste van de vier zoons van Eugène Mosselman (Brussel, 1812 - Pâturages, 1898), handelaar en burgemeester van Pâturages en van Zélaïde Goffint (1822-1889), dochter van de chirurgijn Jean-François Goffint, eveneens burgemeester van Pâturages. Hij bleef vrijgezel en was groot weldoener van Pâturages.
Hij promoveerde tot doctor in de rechten en vestigde zich als advocaat bij de balie van Bergen.
Hij was op lokaal vlak actief als liberaal mandataris:
- Van 1879 tot 1896 als gemeenteraadslid in Pâturages,
- in 1893-94 als provincieraadslid voor Henegouwen.

Van radicaal-liberaal evolueerde hij naar socialist en werd lid van de Belgische Werkliedenpartij.
In 1912 werd hij de opvolger van de op 12 juni verkozen maar op 29 juni overleden senator Fernand Defuisseaux. Hij was socialistisch senator voor het arrondissement Bergen van juli 1912 tot mei 1925.
In Colfontaine, afdeling van Pâturages is een plein naar hem genoemd. In Knokke, waar hij een eigendom had, is er een Ferdinand Mosselmanstraat.